# The Darkness (jogo eletrônico)
The Darkness é um jogo de tiro em primeira pessoa, foi desenvolvido pela Starbreeze Studios e publicado pela 2K, foi lançado para  Xbox 360 e PlayStation 3 baseado na banda desenhada de mesmo nome.